# Tuone Udaina
Tuone Udaina o Antonio Udina en italiano (1821-10 de junio de 1898) fue el último hablante nativo del dálmatico o dálmata, una lengua romance de lo que actualmente es Croacia.

## Vida
Nacido en el norte de Dalmacia, Tuone Udaina tuvo una vida relativamente pobre. Cursó la escuela primaria en su isla Veglia. Su padre Francesco era campesino

Ju jai foit a scol dai čenc jain e dapu ju jai stat a scol tra jain; ju jai studiut venta i uapto jain.
Yo fui a la escuela desde los cinco años y después estuve en la escuela tres años; yo he estudiado hasta los ocho años
M. Bartoli, Das Dalmatische Viena, 1906

Fue la principal fuente de conocimiento para el dialecto materno (el de la isla de Veglia, la actual Krk), aunque no era un informante ideal. El dálmata vegliota no era su lengua materna (Tuone hablaba en véneto), y la había aprendido de escuchar las conversaciones privadas de sus padres. Además no había hablado el idioma en 20 años atrás con respecto a la época en la que actuó como informante. Trabajaba como barbero (de allí su apodo dalmático burbur). Una mina de tierra lo mató el 10 de junio de 1898, con lo que la lengua se extinguió definitivamente.